# Thalassodes saturata
Thalassodes saturata är en fjärilsart som beskrevs av Pieter Cornelius Tobias Snellen 1881. Thalassodes saturata ingår i släktet Thalassodes och familjen mätare. Inga underarter finns listade i Catalogue of Life.